# AEG C.II
Die AEG C.II war ein zweisitziges Aufklärungsflugzeug. Es war eine kleinere, verbesserte Version der AEG C.I. Mit ihr kam die AEG im Oktober 1915 dem Wunsch der Militärs nach einem wendigeren Flugzeugmodell nach.
Gegenüber dem Vorgängermodell wurden das Cockpit und die Montage des Maschinengewehrs geändert, außerdem konnte eine Gewichtsreduzierung von etwa 5 % erreicht werden. Ferner wurde eine Bombenhalterung für vier 10-kg-Bomben montiert.

## Technische Daten AEG C.II
| Kenngröße                              | Daten                                   |
| -------------------------------------- | --------------------------------------- |
| Baujahr                                | 1915                                    |
| Besatzung                              | 2                                       |
| Länge                                  | 7,09 m                                  |
| Spannweite                             | 11,95 m                                 |
| Flügelfläche                           | 41,00 m²                                |
| Leermasse                              | 680 kg                                  |
| Startmasse                             | 1200 kg                                 |
| wassergekühlter 6-Zylinder-Reihenmotor | ein Benz Bz III mit 112 kW (150 PS)     |
| Höchstgeschwindigkeit                  | 138 km/h in NN                          |
| Steigzeit auf 1000 m                   | 4:30 min                                |
| Bewaffnung                             | ein 7,92-mm-Parabellum-MG, 40 kg Bomben |